# Cartea morților: Posesie demonică
Evil Dead Rise este un film american de groază supranatural scris și regizat de Lee Cronin. Filmul este a cincea parte din seria de filme Evil Dead, în rolurile principale aflându-se Lily Sullivan în rolul lui Beth și Alyssa Sutherland în rolul lui Ellie, ca două surori înstrăinate a căror reuniune este distrusă de descoperirea unei cărți demonice. În distribuția filmului se regăsesc și Morgan Davies în rolul lui Danny, Gabrielle Echols în rolul lui Bridget și Nell Fisher în rolul lui Kassie.
În octombrie 2019, Sam Raimi a anunțat că un nou film Evil Dead este în producție, cu Rob Tapert producător, Bruce Campbell producător executivi și Lee Cronin scriitor și regizor. New Line Cinema a fost anunțat ca o companie de producție parteneră. Filmările au început în Noua Zeelandă pe 6 iunie 2021 și s-au încheiat pe 27 octombrie. 
Deși inițial s-a dorit ca filmul să fie lansat pe platforma HBO Max, Evil Dead Rise a avut premiera la South by Southwest pe 15 martie 2023 înainte de lansarea cinematografică din 21 aprilie.

## Prezentare
Un grup de prieteni format din Teresa, Caleb și Jessica se relaxează la o cabană ferită de pe marginea unui lac. Odată ce o entitate malefică pune stăpânire pe Jessica, aceasta îi smulge scalpul Teresei și își decapitează iubitul, după care se ridică din apă levitând deasupra lacului.
Cu o zi în urmă, Beth, o tehniciană aflată la început de carieră, își vizitează sora mai mare, Ellie, un tattoo artist, care își crește cei trei copii, Danny, Bridget și Kassie, de una singură într-un apartament din Los Angeles. Când cei trei copii merg să cumpere pizza, un cutremur lovește zona și formează o gaură în parcarea blocului. Danny investighează locul și descoperă câteva înregistrări vechi și o carte dezvăluită ca fiind cel de-al treilea volum din Naturom Demonto. Atunci când Danny pornește una din înregistrări și incantațiile sunt rostite, entități demonice pun stăpânire pe Ellie, atacând-o în lift. Ellie se întoarce în apartament unde vomită excesiv după care se prăbușește în fața surorii și copiilor săi.
Crezând că e moartă, Beth, împreună cu doi dintre vecinii familiei o întind în dormitorul său. La scurt timp aceasta se trezește și își atacă familia rănindu-le pe Beth și Bridget folosindu-se de aparatul său pentru tatuaje și de o bucată dintr-o oglindă spartă. Beth reușește să o închidă pe Ellie în afara apartamentului și să blocheze ușa în vreme ce aceasta își atacă și ucide vecinii în coridor.
În timp ce Danny îi arată lui Beth înregistrările și cartea găsite, Ellie reușește să își păcălească fiica cea mica să îi deschidă ușa și o atacă. Danny reușește să își scape sora din mâinile lui Ellie în timp ce Beth blochează din nou intrarea. Câteva momente mai târziu, Beth o găsește pe Bridget în bucătărie mâncând sticlă. Aceasta își atacă mătușa folosindu-se de o răzătoare după care încearcă să își omoare fratele și sora mai mică. În încercarea de a se apăra, Kassie o înjunghie cu ajutorul unei bucăți de lemn.
Câteva momente mai târziu, Bridget se trezește și își înjunghie fratele de mai multe ori. Acesta îi dă foc surorii sale, după care moare în urma leziunilor suferite. Ellie reușește să intre în apartament prin ventilațiile blocului și o atacă pe Beth, care se folosește de o foarfecă pentru a se apăra. Beth și Kassie merg în coridor încercând să caute o cale de scăpare, iar Ellie și corpurile posedate ale vecinilor și copiilor săi încearcă să le atace.
Beth și Kassie urcă în lift, însă sânge începe să inunde liftul în încercarea demonilor de a le ucide pe cele două. Când acestea scapă din lift, sunt atacate de o creatură asemănătoare unui păianjen formată din corpurile lui Ellie și ale celor doi copii ai săi, Danny și Bridget.
Creatura încearcă să o ucidă pe Kassie folosindu-se de o drujbă, dar Beth își salvează nepoata împingând creatura cu ajutorul drujbei într-un tocător de lemne aflat în parcarea blocului.
În dimineața următoare, Jessica, pregătită de vacanță, descoperă haosul provocat în parcare după care este atacată de entitatea ce urmează să provoace întâmplarea de la cabană din prologul filmului.

## Distribuție
• Lily Sullivan (Beth)
• Alyssa Sutherland (Ellie)
• Morgan Davies (Danny)
• Gabrielle Echols (Bridget)
• Nell Fisher (Kassie)
• Anna-Maree Thomas (Jessica)
• Mirabai Pease (Teresa)
• Richard Crouchley (Caleb)
• Jayden Daniels (Gabriel)
• Mark Mitchinson (Mr. Fonda)
• Tai Wano (Scott)
• Billy Reynolds-McCarthy (Jake)
Bruce Campbell apare în film ca vocea de pe una dintre înregistrările găsite de Danny. Acesta îi avertizează pe preoții responsabili pentru traducerea cărților despre pericolul iminent strigând: „Se numește cartea morților cu un motiv!”. Lee Cronin, scriitorul și regizorul filmului a dezvăluit că vocea de pe întregistrare îi aparține legendarului personaj Ash Williams interpretat de Campbell în trecut.